# Square Georges-Cain
Square Georges-Cain je náměstí v Paříži ve 3. obvodu. Jeho rozloha činí 2128 m2. Je pojmenováno na počest Georgese Caina (1856–1919), malíře a v letech 1897–1914 kurátora přilehlého Musée Carnavalet.

## Umístění
Square obklopují Hôtel Le Peletier de Saint-Fargeau a Lycée Victor-Hugo. Vstup je z Rue Payenne.

## Historie
Square vzniklo v roce 1923 na místě, kde byla od 13. století zelinářská zahrada zvaná culture Sainte-Catherine, která byla v majetku kláštera Sainte-Catherine-du-Val-des-Écoliers. Zahrada byla pro veřejnost otevřena v roce 1931.

## Vybavení
Park se rozkládá na ploše 2128 m2. Uprostřed zahrady v květinovém záhonu se nachází bronzový akt mladé ženy, který vytvořil Aristide Maillol. Socha nahradila předchozí dílo Philippa Magniera (1647–1715). V parku jsou dále roztroušeny archeologické nálezy dokumentující dějiny Paříže. Nacházejí se zde např. renesanční artefakty původní pařížské radnice, fronton ze středního pavilonu Tuilerijského paláce, doposud zčernalý ohněm, který palác zničil, merovejské sarkofágy nebo sochařská výzdoba bývalé solné komory. Některé pocházejí ze sbírek zrušeného Muzea francouzských památek (1795).
V parku se rovněž nachází moderní umělecké dílo Erika Samakha, počítačově ovládaný akustický modul poháněný solárním kolektorem. Ten analyzuje klimatické poměry, které ovlivňují chování ptáků, a podle situace přehrává ze záznamu zpěv slavíka obecného, zaznamenaný na zámku Château de Sauvigny v květnu 1990.